# Инджебурун
Инджебурун (тур. İnceburun — тонкий мыс или дословно — «тонкий нос») — самая северная точка полуострова Малая Азия в Турции. Мыс расположен на побережье Чёрного моря в 18 км к северо-западу от города Синоп, расположенного у мыса Бозтепе. Административно относится к району Синоп в иле Синоп. На мысу расположен маяк, построенный в 1863 году. Маяк четырежды мигает белым каждые 20 секунд.
Пять поколений семьи по фамилии Чилесиз работают хранителями маяка. Территория рядом с маяком не заселена и покрыта лесом.